# Saint-Jouin
Saint-Jouin é uma comuna francesa na região administrativa da Normandia, no departamento Calvados. Estende-se por uma área de 5,03 km². Em 2010 a comuna tinha 214 habitantes (densidade: 42,5 hab./km²).